# 国鉄セキ6000形貨車
国鉄セキ6000形貨車（こくてつセキ6000がたかしゃ）は、かつて日本国有鉄道（国鉄）及び1987年（昭和62年）4月の国鉄分割民営化後は日本貨物鉄道（JR貨物）に在籍した石炭車である。

## 概要
1969年（昭和44年）12月より、従来のボギー石炭車は脱線事故防止のため積車時の最高速度が65 km/hから55 km/hに変更された。このためセキ3000形の一部は足回りを改良して制限を解除することになり、制限適用前の1968年（昭和43年）から1970年（昭和45年）までに合計1,509両（セキ6000 - セキ7508）が国鉄工場にて改造された。
改造は配置のある鉄道管理局単位で行われ、ダイヤに支障のある山陽本線向けに1968年に先行改造された岡山鉄道管理局の65両を筆頭に広島鉄道管理局、門司鉄道管理局と続いた。北海道地区でも根室本線での脱線事故多発により改造対象となり、セキ6000形の総数は1,509両となった。予算の都合上セキ3000形の全車の改造はかなわず、北海道ではセキ3000形も併用された。
改造の重点は台車のみにとどめ、台車の枕バネを従来より柔らかいものに変更しレールへの追従性を良くした。種車であるセキ3000形の台車形式は2種類（TR41A、TR41C）あり、これをTR41Bに改造した。区別のためTR41Aより改造したものをTR41Bと呼びTR41Cから改造したものをTR41B 'とした。
種車の製造ロットによる多少の違いはあるが、全長は8,750 mm、全幅は2,720 mm、全高は3,365 mm、台車中心間距離は4,900 mm、実容積は36.3 m3、自重は15.0 t、換算両数は積車4.5／空車1.6であった。
積車時の最高速度は65 km/hとなったが（1969年（昭和44年）12月以前と同じ）、他の貨車（大半が75 km/h以上）より低速であったため記号番号標記は特殊標記符号「ロ」（最高速度65 km/h以下の貨車）を前置し「ロセキ」と標記した。またこれを示す黄色（黄1号）の帯が車体に巻かれ、北海道地区で運用される車両は黄色で「道外禁止」の表記がなされた。

## 運用
本州・九州・北海道で石炭や石灰石などの輸送に使用され、1987年（昭和62年）4月の国鉄分割民営化後は日本貨物鉄道（JR貨物）に536両が車籍を継承された。

### 伯備線・山陽本線
伯備線・山陽本線では、山陽本線倉敷駅 - 姫路駅間のダイヤ上の制約を解消するため1968年に先行改造された。伯備線足立駅から山陽本線、播但線（飾磨港線）飾磨駅へ向かう新日本製鐵広畑製鐵所向け石灰石輸送列車にも使用されており、伯備線内ではD51形の三重連で牽引する区間もあった。

### 美祢線・宇部線
美祢線・宇部線では美祢駅 - 宇部港駅間の宇部興産向け石灰石ピストン輸送に使用されていたが、宇部興産専用道路の開通により運行本数が減少し、JR化後の1998年（平成10年）3月31日を最後に運転を終了した。末期はセキ8000形も併用されたが同一編成内での形式混用はなされず、セキ6000形のみ・セキ8000形のみでそれぞれ22両編成を組んでいた。
最後まで在籍した車両が同年度中に廃車になり形式消滅した。解体は広島車両所のほか大阪の浪速貨物駅でも行われ、1998年12月12日にはセキ6000形20両がEF65形1000番台の牽引で浪速貨物駅へ回送されている。

### 九州地区
九州地区では三菱鉱業セメントの石原町駅 - 黒崎駅間での石灰石輸送、三井三池炭鉱の大牟田駅 - 金田駅間での石炭輸送などに使用された。

### 北海道地区
北海道地区では根室本線でセキ3000形の脱線事故が頻発したため、同線への入線をセキ6000形に限定した。セキ6000形とセキ3000形が併用された線区では、最高速度65 km/hが発揮できずに列車として55 km/hに制限された（脱線事故防止上の効果はあった）。

## 保存車
- セキ6657 - 北海道三笠市 三笠鉄道記念館
- セキ7342 - 北海道小樽市 小樽市総合博物館